# Розтоцька сільська рада (Воловецький район)
| Розтоцька сільська рада — колишній орган місцевого самоврядування у Воловецькому районі Закарпатської області з адміністративним центром у с. Розтока. Сільській раді підпорядковані населені пункти: - с. Розтока - с. Кічерний - с. Перехресний |

## Склад ради
Рада складається з 16 депутатів та голови.

## Керівний склад сільської ради
| ПІБ                      | Основні відомості                                                              | Дата обрання | Дата звільнення |
| ------------------------ | ------------------------------------------------------------------------------ | ------------ | --------------- |
| Цап Андрій Іванович      | Сільський голова, 1946 року народження, освіта, член Селянської партії України | 26.03.2006   | 31.10.2010      |
| Шулевка Оксана Василівна | Сільський голова, 1974 року народження, освіта вища, член партії Єдиний Центр  | 31.10.2010   |                 |

Примітка: таблиця складена за даними джерела

## Населення
Згідно з переписом УРСР 1989 року чисельність наявного населення сільської ради становила 1433 особи, з яких 723 чоловіки та 710 жінок.
За переписом населення України 2001 року в сільській раді мешкало 1259 осіб.

### Мова
Розподіл населення за рідною мовою за даними перепису 2001 року:
| Мова       | Відсоток |
| ---------- | -------- |
| українська | 99,76 %  |
| російська  | 0,24 %   |